# Boldklubben 1903
Il Boldklubben 1903, o semplicemente B 1903, è un club calcistico danese fondato il 2 giugno 1903.

## Storia
Sette volte vincitore del titolo nazionale e due della coppa nazionale, partecipò in varie occasioni alle competizioni internazionali, ed ottenne il miglior risultato nella Coppa UEFA 1991-1992, quando, dopo aver eliminato Aberdeen, Bayern Monaco e Trabzonspor, venne eliminato dal Torino nei quarti di finale. Nel 1992 si fuse con il KB per formare l'F.C. Copenhagen, a cui cedette la licenza rimanendo un contenitore di squadre giovanili.

## Palmarès

### Competizioni nazionali
- Campionato danese: 7

1919-1920, 1923-1924, 1925-1926, 1937-1938, 1969, 1970, 1976
- Coppa di Danimarca: 2

1978-1979, 1985-1986
- 1. Division: 3

1958, 1968, 1984

### Competizioni internazionali
- Coppa Piano Karl Rappan: 2

1989, 1991

### Altri piazzamenti
- Campionato danese:

Secondo posto: 1972, 1977, 1990, 1991-1992
Terzo posto: 1963, 1965, 1974, 1979, 1982